# Marcel Couteau
 Marcel Couteau, né le 5 août 1933 à La Louvière, est  un homme politique et syndicaliste wallon, membre du Parti communiste de Belgique.

## Biographie
Marcel Couteau est né en 1933 dans une famille qui avait le communisme dans les gènes, comme il aime dire, mais qui a toujours fait montre d’ouverture. Son père a été naturellement résistant pendant la guerre et lui-même a rejoint le PCB dès qu’il a commencé à travailler, à l’âge de 14 ans.
En 1956, il entre à Anglo-Germain à La Louvière, une usine qui fabriquait du matériel roulant pour chemins de fer, ainsi que des camions poubelles. Il y est rapidement devenu délégué syndical de la FGTB. Il organise en 1966 une heure d’arrêt de travail et une collecte dans l’usine pour soutenir les mineurs de Zwartberg au Limbourg, qui se battaient pour empêcher la fermeture de la mine. Le grand moment de sa vie syndicale a lieu en 1967,  la direction a annoncé la fermeture d’Anglo-Germain et les 400 travailleurs, ouvriers, employés et cadres, ont décidé comme un seul homme d’occuper l’usine, une première à l’époque. Leurs revendications : la continuation de l’usine, l’application des accords de Zwartberg (qui prévoyaient un plan de reclassement en cas de fermeture) et un volet social. Pendant 17 jours et 17 nuits, une extraordinaire expérience humaine, faite de forte camaraderie et soutenue par un vaste mouvement de solidarité va marquer ces hommes et leurs familles. L’occupation avait été préparée en front commun FGTB et CSC. La FGTB  y était largement majoritaire, mais Marcel Couteau, se rendant compte de l’importance de l’unité des travailleurs, a proposé d’organiser une messe un dimanche dans l’usine. Ce qui fut fait.
Marcel Couteau est élu à la Chambre en 1968 pour l’arrondissement de Soignies, il sera réélu en 1971. En 1970, il est élu pour la première fois au conseil communal du Rœulx sur la liste Alliance démocratique, qui donnera naissance plus tard à l’Union démocratique et progressiste (UDP). Marcel Couteau est réélu sans interruption depuis et il est aujourd'hui le doyen du conseil communal.  Il fut échevin des travaux de 1977 à 1983 durant le maïorat d’Elie Hoyas, Marcel Couteau fut bourgmestre du Rœulx entre 1983 et 1985.
Entré dans le cadre permanent du PCB, il est membre du Comité Central et du Bureau Politique, il fut secrétaire francophone à l’organisation pendant de nombreuses années.
Marcel Couteau est candidat lors des élections législatives de juin 2010, il est 9e candidat suppléant de la liste « Front des gauches » pour le Sénat.
En 2012, il se présente aux élections communales du Rœulx sur une liste dénommée Alternative 2012 qui regroupe des candidats de l'UDP, du PS et de la société civile, tous d'obédience de gauche. Il réalise le meilleur score en nombre de voix de préférence de cette liste et est réélu à nouveau conseiller communal.